# Tiisetso Makhubela
Tiisetso Makhubela, née le 24 avril 1997, est une footballeuse internationale sud-africaine évoluant au poste de défenseure.

## Biographie
Avec l'équipe d'Afrique du Sud, elle participe à la Coupe d'Afrique des nations 2018 organisée au Ghana. Lors de cette compétition, elle ne joue aucun match, et doit se contenter du banc des remplaçants. L'Afrique du Sud s'incline en finale face au Nigeria.
Elle dispute ensuite la Coupe du monde 2019 qui se déroule en France. Lors de ce mondial, elle doit une nouvelle fois se contenter du banc des remplaçants. Avec un bilan peu reluisant de trois défaites en trois matchs, l'Afrique du Sud ne dépasse pas le premier tour du mondial.

## Palmarès
- Vainqueur de la Coupe d'Afrique des nations 2022 avec l'équipe d'Afrique du Sud
- Finaliste de la Coupe d'Afrique des nations en 2018 avec l'équipe d'Afrique du Sud